# Sielawa (jezioro)
Sielawa (biał. Сялява, Sialawa; ros. Селява, Sielawa) – jezioro na Białorusi w zlewni rzeki Łukomki zlokalizowane w północnej części obwodu mińskiego (rejon krupkowski), około 20 km na północ od stolicy rejonu.

## Geografia
Jezioro rynnowe Sielawa położone jest na nizinnym, łagodnie pofałdowanym terenie, wśród pagórków morenowych o zboczach wysokości 6–8 m, na północy schodzących do wysokości 3–5 m. Brzegi jeziora są piaszczyste, w części północnej łagodnie opadają w kierunku wody (na południu płynnie przechodzą w zbocza pobliskich wzgórz); zarośnięte krzewami bądź porośnięte lasem, w pobliżu wlotu cieków wodnych (zwłaszcza na północnym zachodzie) podmokłe. Zlewnię jeziora – o powierzchni 324 km² – w znacznej części stanowią grunty orne, jedynie w około ćwierci tereny te porośnięte są lasem.
Zbiornik rozciąga się na osi północ–południe, ma nieregularny kształt. Składa się z większego akwenu północnego oraz długiej, krętej południowej zatoki. Jego długość całkowita wynosi 15 km, szerokość maksymalna – 3 km. Linia brzegowa bardzo urozmaicona, o długości 44,3 km. Dno jeziora o złożonej budowie. Strefa płytka jest stosunkowo wąska, strefy wody głębokiej występują naprzemiennie z płyciznami. Najgłębszy punkt (19,5 m) zlokalizowany jest w południowo-zachodniej części głównego zbiornika. Północny akwen o przeciętnej głębokości 4–8 m, z mieliznami, licznymi półwyspami oraz trzema wyspami. Największa z nich, o powierzchni ok, 2 km², w przeszłości od strony zachodniej połączona była z lądem piaszczystą groblą. Obecnie wał ten znajduje się pod powierzchnią wody, której głębokość pozwala jednak na przedostanie się na wyspę pieszo (w latach 90. maksymalną głębokość w tym miejscu oceniano na 2,2 m). Akwen południowy jest węższy i co do zasady głębszy. Dno jeziora do głębokości 4–6 a niekiedy 10 m pokryte jest piaszczystymi i piaszczysto-żwirowymi osadami, także z warstwą iłów; poniżej wspomnianej granicy – sapropelem (glina mulasta). Zawartość materii organicznej w osadach dennych wynosi do 27%.
Sielawa znajduje się w dorzeczu Dźwiny, w zlewni rzeki Łukomki, ma charakter przepływowy. Zasilana jest przez pięć strumieni oraz dwie niewielkie rzeki, Rakitoukę (od wschodu) i Wysoką (od południa). Na zachodzie jezioro połączone jest 500-metrowym kanałem z jeziorem Chudawiec, na północy szeroką przetoką oddaje wody do jeziora Abida. Po wybudowaniu w 1965 roku małej elektrowni wodnej na rzece Juhna (rozpoczynającej swój bieg w jeziorze Abida i uchodzącej nieopodal do wypływającej z Jeziora Łukomskiego Łukomki) poziom lustra wody w Sielawie podniósł się o około 1 m. Doprowadziło to do zalania pasa roślinności przybrzeżnej, jednak zakres podmakania terenu był ograniczony z uwagi na stosunkowo duże wysokości względne i stromość brzegów (w szczególności w części południowej).
Woda w jeziorze stosunkowo czysta, o przejrzystości 2–3 m (stan na lata 80.). Budowa dna zbiornika, w tym występujące głębie znacznie ograniczają mieszanie się wody oraz jej nagrzewanie poza warstwami górnymi (anotermia). Odczyn wody bliski neutralnemu, przy powierzchni lekko zasadowy. Łączne zasolenie wynosi ok. 200 mg/dm³.
Na brzegu jeziora znajduje się szereg wsi, wśród nich Janauszczyna, Biełyja Barki, Chudawa czy Starożyszcza, dawny folwark należący do rodziny Majewskich.

## Flora i fauna
Zbiornik ma charakter eutroficzny. Wstępne badania fitoplanktonu prowadzone w latach 80. wykazały obecność 57 gatunków glonów i sinic (ilość biomasy 38,5 g/m³). W okresie letnim występuje zjawisko zakwitu wody.
Flora Sielawy i najbliższej okolicy obejmuje 578 gatunków roślin, w tym 11 gatunków rzadkich i zagrożonych wpisanych do Czerwonej Księgi Białorusi (m.in. wroniec widlasty, pełnik europejski, mieczyk dachówkowaty, grzybień biały, grążel drobny, wierzba borówkolistna, żurawina drobnoowocowa, turzyca skąpokwiatowa). Wzdłuż brzegów jeziora znajduje się wąski, przerywany pas turzyc, trzcin i sitowia oraz, w regionach bagiennych, tataraku. W toni występują rdest, rogatek, moczarka. Dalsze zarastanie uniemożliwia niewielka szerokość pasa litoralnego wynosząca 20–80 m (do głębokości 2–2,5 m).
Liczbę przedstawicieli zoobentosu w 1983 roku szacowano na 34 gatunki (1,7 g/m³). Dominującą grupę stanowią wioślarki odpowiadające w latach 80. XX wieku 62% objętości całej biomasy. Najczęściej występującym gatunkiem zooplanktonu jest dafnia (rozwielitka) stanowiąca pokarm występujących w zbiorniku ryb. Faunę denną reprezentują ochotkowate, skąposzczety i mięczaki (2,72 g/m²). 
Bogata ichtiofauna z przedstawicielami 19 gatunków; licznie występują sandacz, leszcz, okoń, płoć, szczupak, krąp, ukleja, miętus czy lin. awifaunę reprezentują 142 gatunki ptaków. Ponadto w okolicy odnotowano występowanie 40 gatunków ssaków, 10 gatunków płazów i 5 gatunków gadów. Spośród wymienionych 20 znalazło się w białoruskiej Czerwonej Księdze (rybołów, gadożer, orlik grubodzioby, orlik krzykliwy, bąk, bączek, bocian czarny, kobuz, drzemlik, pustułka, orzesznica leszczynowa, niedźwiedź brunatny, borsuk).

## Ochrona przyrody
W 1999 roku teren jeziora i jego okolice zostały objęte ochroną w ramach nowo utworzonego rezerwatu krajobrazowego „Sielawa”. Jego obszar wynosi 19 364,83 ha. Dla realizacji celów ochrony przyrody, edukacji ekologicznej oraz prowadzenia zrównoważonej turystyki na terenie rezerwatu wytyczono kilka ścieżek edukacyjnych i pieszych szlaków turystycznych, a także wybudowano szereg obiektów rekreacyjnych; prowadzone są także akcje edukacyjne.

## Historia
Na największej wyspie jeziora (nazwa własna: Выспа, Wyspa) zlokalizowane jest stanowisko archeologiczne, na którym odnaleziono zarówno ślady osadnictwa z okresu chalkolitu i neolitu (VI-I w. p.n.e.), jak i z kolejnego tysiąclecia (I–VIII w. n.e.). Odnaleziono m.in. dwa piece do wytopu metali, miejsca pochówku rytualnego, amulety, ozdoby, biżuterię, fragmenty brązowych naczyń i krzemiennych narzędzi. Dodatkowo wśród pozostałości z wieków IX–XI wydobyto z ziemi szereg monet bizantyńskich i skandynawskich. Znaleziska znajdują się w krupkowskim muzeum historyczno-krajoznawczym.
Na Wyspie znajdować się miał też pałac, już pod koniec XIX wieku pozostający w ruinie.

## Etymologia
Polskie nazwy jeziora notowane w XIX-wiecznym Słowniku geograficznym Królestwa Polskiego to Sielawa oraz wariantowo Starożyszcze bądź Długie. Według tego samego źródła nazwa Sielawa pochodzić miała od licznie występujących w jeziorze ryb tego gatunku.